# Décentralisation industrielle
Pour des articles plus généraux, voir Histoire de l'industrie en France et Aménagement du territoire en France.

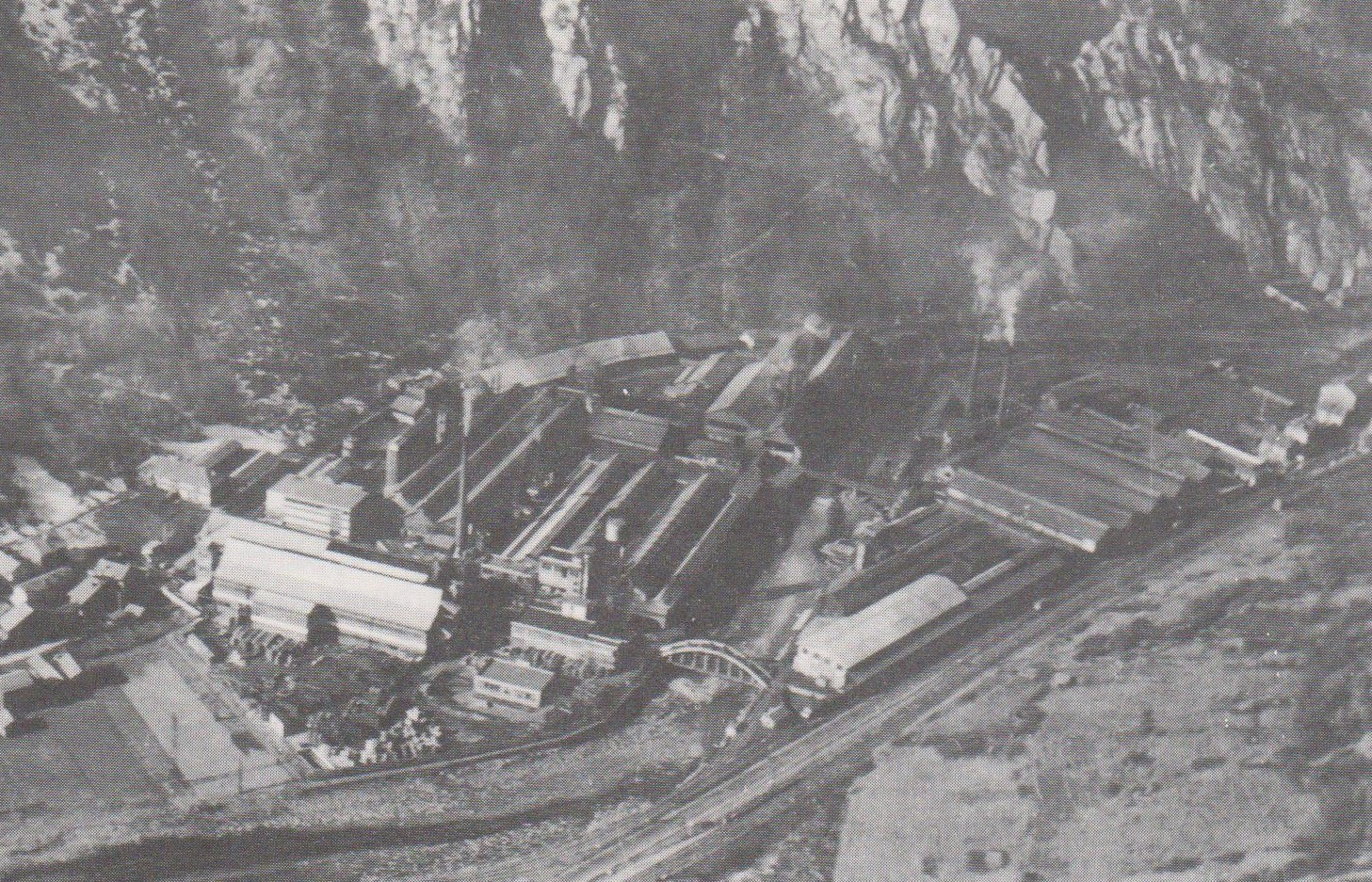
Usine de ND de Briançon en 1960.

La décentralisation industrielle ou déconcentration industrielle est une politique menée en France à partir des années 1960, qui consiste à délocaliser certaines activités industrielles des régions et villes les plus industrialisées vers les régions et villes les moins industrialisées dans un but d'aménagement du territoire. Avec la politique des métropoles d'équilibre, la décentralisation industrielle constitue l'un des deux leviers pour rééquilibrer le territoire et l'armature urbaine aux dépens de Paris.
La voie administrative — l'agrément-redevance — a été utilisée pour limiter l'implantation de nouveaux établissements en région parisienne et pour inciter les entreprises parisiennes à transférer en province leurs unités de production. La procédure d'agrément a été mise en place en 1955. Elle visait à soumettre à autorisation préalable la construction et l'occupation de locaux à usage professionnel et singulièrement de bureaux en région parisienne. Elle concernait aussi bien les services de l'État que le privé. Son objectif était de faire respecter les orientations de la politique d'aménagement du territoire, ainsi que de maintenir un équilibre entre les constructions de logements et de bureaux en Île-de-France.
Cette politique a permis le déplacement de certaines activités de l'Île-de-France principalement vers la Picardie, le Nord et l'Ouest de la France. Certaines activités industrielles ont également été créées ex nihilo, avec le soutien de l'État, dans l'Ouest et le Sud-Ouest du pays.

## Motivations en France

### Déséquilibre démographique
La région parisienne compte en 1960 près de 7,3 millions d’habitants (INSEE). En dépit de sa faible natalité et de son taux de mortalité en légère hausse, la population aurait augmenté de près de 100 % en cinquante ans, puisant les deux tiers de son renouveau familial sur le capital démographique provincial.
L’agglomération parisienne absorberait plus particulièrement 100 000 jeunes adultes environ par an depuis une dizaine d'années, au détriment des campagnes qui souffrent de cet exode rural. En effet, ce déséquilibre entraînent par la suite des difficultés à entretenir la population inactive du reste de la France. Cette dernière représenterait généralement 40 % des habitants, dont 15 % ont dépassé l’âge d’une vie professionnelle.

#### Surcharge démographique et gestion
L’un des objectifs d’une décentralisation industrielle est de remédier aux problèmes d’existences et d’organisations liées aux agglomérations surchargées.
Les villes-centres, malgré leur restriction spatial, sont surpeuplées et supportent de lourdes charges administratives et de gestion. Un besoin en services se ressent notamment dans les domaines des transports publics, de la police ou de la communication. Des emplois dans le secteur tertiaire voient le jour et attirent inexorablement les migrants sans qualifications. Les autorités doivent également modérer dans la mesure du possible le trafic automobile urbain. La circulation est de plus en plus saturée et le stationnement difficile, laissant présager pour les prochaines années des avenues bloquées.
La congestion de ces grandes zones urbaines entraînent dans un dernier temps ce qu’on appelle une « crise de la vie ». Le prix immobilier et les loyers augmentent tandis qu’un aménagement urbain coûteux devient indispensable : édification de nouveaux immeubles d'habitation et d'édifices de services comme les écoles ou les hôpitaux.

### Déséquilibre économique
L’une des raisons principales de la décentralisation industrielle vient du fait que la région parisienne concentrait la grande majorité des flux économiques au détriment des régions rurales. Forte de son ascendant démographique et de son noyau d’activités, elle produisait plus de la moitié des recettes budgétaires et maintenait un revenu moyen bien supérieur au reste de la France. En 1958, le revenu moyen d’un Parisien s’élevait à 310 000 anciens francs pour 170 000 dans le reste de la France. En outre en 1957, elle réalisait 47,5 % du chiffre d’affaires national, soit près de 18 700 milliards d’anciens francs.
L’influence de Paris s’étendait alors bien au-delà de sa région et empêchait les villes voisines de croître. « Les tentacules de Paris s'étendent ainsi sur tout le territoire » s’exprime Jean-François Gravier. Seules quelques villes parvenaient encore à conserver une certaine autonomie en s’appuyant sur leurs activités traditionnelles, telles Lyon, Lille ou Grenoble mais reconnaissait le poids indéniable de la capitale. Le développement économique du reste de la France était jusque-là délaissé.

### Choix de la décentralisation «industrielle»
Tout d'abord, notons que les différentes entreprises industrielles, portant à la fois sur la métallurgie de transformation, la chimie, l'automobile, le textile et le vêtement... occupent plus de la moitié de la population active parisienne. Le déplacement de ces activités vers les périphéries permettrait donc d'aboutir à une répartition démographique plus équilibrée sur le territoire français tout en promouvant l'enrichissement de toutes les régions. Le but est donc de remédier aux problèmes d'une macrocéphalie parisienne en expansion.
En outre, si Paris se doit de conserver son prestige national intrinsèquement lié à certains secteurs (politique, financier, commercial, intellectuel, culturel…), les activités industrielles « ne peuvent justifier leur présence par nécessités absolues ». En effet, les coûts de transports pour l’acheminement des matériaux et énergies ainsi que les livraisons des produits ne pèsent que peu dans la balance. Ils seront pondérés avec des prix de terrain plus abordables et une main d’œuvre moins chère.
Enfin, les pouvoirs publics ont la possibilité d’agir sur la congestion spatiale de l’industrie avec une politique visant à refuser les permis de construire de nouveaux bâtiments industriels. À la fois incisive et correctrice, elle se résume en deux choix :
- si une entreprise décide de s’installer en périphéries plutôt qu’en zone parisienne, elle pourra bénéficier d’indemnités de décentralisation industrielle portant sur des aides financières et des primes de l’État ;
- dans le cas contraire, elle devra s’établir dans des locaux industriels devenus vacants par cessation d’activité et pourvus d’infrastructures utilisables.

## Processus

### Élaboration

#### Étude préliminaire
Les études entreprises par la Délégation Générale à l’Equipement National (D.G.E.N) sur les questions d’urbanisme et d’aménagement du territoire ne se limitent pas à l’établissement d’une pratique professionnelle de l’urbanisme et de son aménagement. En septembre 1942, comme le souhaitait Henri Giraud, Gabriel Dessus, qui était ingénieur à la compagnie parisienne de distribution d’électricité, envisage une étude qui déterminera les conséquences de la décentralisation industrielle sur l’ensemble du territoire. La décentralisation industrielle s’inscrit avant tout dans le registre de la défense de stratégie. Deux exemples peuvent ainsi l'illustrer : le projet de décentralisation des usines Renault de la région parisienne vers Le Mans et Saint-Michel de Maurienne, et la décentralisation de la manufacture d’armes de Châtellerault sur Angoulême.
Gabriel Dessus adresse une lettre à Henri Giraud le 28 septembre 1942 intitulée « La décentralisation industrielle ». Cette lettre a pour objectif de « mettre en évidence les inégalités macroscopiques de distribution des industries afin de caractériser dans chaque région la répartition de la main d’œuvre entre les cellules industrielles de différentes tailles ainsi que la dispersion des cellules sur le terrain ». Elle prend en compte la consultation de plusieurs personnalités, telles que Gaston Bardet (urbaniste) et Auguste Detœuf (industriel), notamment en ce qui concerne la création des cités-satellites.
Cette décongestion doit s’effectuer dans un cadre national et prendre en compte des retombées qui seront bénéfiques pour l’ensemble du territoire. En juin 1944, Frédéric Surleau, inspecteur général des Ponts et Chaussées, rédige l’avant-propos du fascicule Introduction à la localisation de l’industrie. Il donne les raisons qui ont incité la publication de série d’enquêtes réalisées depuis l’automne 1942 et explique la notion de « décentralisation industrielle ». Cette décentralisation industrielle possède deux dimensions : « la localisation des entreprises industrielles et leur répartition sur l’ensemble du territoire. Sa réalisation conditionne le problème de la structure des villes, de l’habitat ouvrier, de l’interpénétration du monde ouvrier et du monde paysan, de la défense nationale ».

#### Objectifs
En janvier 1943, Gabriel Dessus ajoute au fascicule, un rapport intitulé Introduction à l’étude de la localisation et de l’industrie. Ce rapport montre les objectifs et les méthodes définis par l’équipe au début de son enquête. Il est rappelé par Gabriel Dessus que le but est de lutter contre la congestion industrielle et urbaine par la décentralisation. Il s’agit donc de l’examen des conséquences entraînées par la décentralisation industrielle, considérées par quatre hypothèses théoriques (le desserrement, la décentralisation, la dispersion et la dissémination).
Durant cette présentation, Gabriel Dessus rappelle « que le problème de la localisation de l’industrie est lié aux différents problèmes de localisation que l’on peut se poser à propos des autres activités nationales (agriculture, etc.) ; l’étude de tous ces problèmes peut constituer ce qu’on a proposé d’appeler la géonomie (dénomination proposée par M. Rouge), science générale de l’utilisation de l’espace, dont on pourrait traiter successivement à l’échelle nationale, régionale et locale ». Pour Maurice-François Rouge, qui remet en cause la capacité de la géographie à affronter les enjeux contemporains, « la géonomie est une discipline nouvelle de l’action, distincte de l’urbanisme et de la géographie », ce qu’il nomme aussi « science de l’organisation de l’espace ».

### Mise en œuvre
,

#### Constat d'un pays déséquilibré
À la fin de la Seconde Guerre mondiale, certains aménagements du territoire français entrepris par le passé s’avèrent détruits. Les gouvernements qui se succèdent ensuite organisent de nouveau cet espace de façon à le moderniser cette fois. Après avoir rétabli les axes de communication essentiels que sont les routes, les ponts ou les gares, la question des déséquilibres liés au poids jugé excessif de la capitale se pose déjà. Dès 1947, Jean-François Gravier fait le constat d’une macrocéphalie parisienne dans un ouvrage intitulé : « Paris et le désert français ». La diagonale du vide y est évoquée, cette ligne traversant le pays du Havre à Marseille avec à l'est une concentration de l'industrie tandis que l’ouest de la France est délaissé par ce secteur. Certains espaces sont ainsi saturés alors que d’autres subissent une désertification.
Quelques années plus tard, le ministère de l’industrie sous le gouvernement Debré discute des lois de finances afin de favoriser la décentralisation industrielle. La direction de l’Expansion industrielle est par conséquent créée en octobre 1959 et marque une nouvelle étape dans l’aménagement du territoire français.

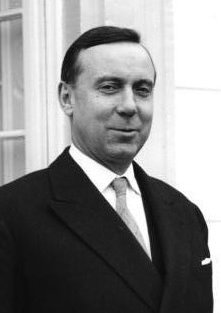
Michel Debré, 1960.

Un problème est alors soulevé, celui de la réticence des entreprises parisiennes à quitter la capitale étant donné que cela signifie aussi s’éloigner des grandes administrations. La décentralisation industrielle nécessite donc une autre forme de décentralisation administrative. Cette dernière étant mise en œuvre au fur et à mesure des lois votées sur le pouvoir accordé aux collectivités locales, les déménagements des activités industrielles sont eux aussi effectués au compte-goutte.

#### Moyens employés pour pallier ses déséquilibres
Dans le but d’encourager les entreprises à se décentraliser, la loi du 2 août 1960 accorde une prime aux entreprises basées en région parisienne qui acceptent de se déplacer en province. Le gouvernement souhaite de cette façon développer plusieurs grands pôles de croissance industrielle en dehors de la capitale sans pour autant empêcher le développement d’entreprises locales et sans oublier que les industriels nouvellement installés sont contraints de s’adapter aux situations provinciales.
Ainsi, l’ensemble des régions françaises connaissent une augmentation de leurs nombres d’implantations industrielles. C’est notamment le cas de la région Rhône-Alpes qui profite de plus de 13% des implantations effectuées au cours de l’an 1960. La place de l’industrie en France se modifie donc, les entreprises ne choisissant plus systématiquement de s’installer au cœur des principales régions historiquement industrielles. Cependant, quelques régions traditionnellement rurales telles que le Languedoc restent sous-industrialisées en bénéficiant de moins de 3% des déménagements cette même année.
Des activités jugées stratégiques ont aussi été déplacées dans des villes dites plus sûres, comme l’illustre le déplacement du service de télécommunications des armées à Rennes ou encore de l’école nationale supérieure de l’aéronautique à Toulouse. Dans les années 1960, de nombreuses activités industrielles ont ainsi été transférées vers l’Ouest du pays, telles que le secteur automobile et celui de l’électro-ménager.
C’est en 1961 que le nombre d’opérations de décentralisation industrielle s’avère le plus élevé avec 289 implantations en dehors de la capitale. Le ministre de l’industrie en fonction à cette période est Jean-Marcel Jeanneney, il détient ainsi le record des opérations mises en place avec un total de 863 sur trois ans parmi lesquelles il a donné la priorité à l’ouest de la diagonale du vide, traduisant les préoccupations gouvernementales sur ces inégalités de développement.

#### Nouveau maillage du territoire français
L’instigateur et premier président élu de la Ve République Charles De Gaulle fonde la DATAR en 1963. Pendant plusieurs décennies, la Délégation Interministérielle à l’aménagement du territoire et à l’attractivité régionale entreprend des travaux sur l’ensemble du territoire dans le cadre d’un vaste plan d’aménagement : ses actions étant indispensables selon celui qui a été le délégué de cette administration française de 1968 à 1975, Jérôme Monod. Effectivement, il publie en 1971 un « scénario de l’inacceptable » dans lequel il imagine avec d’autres experts le pays en l’an 2000 si aucun changement n’est effectué. La France rassemblerait alors de rares zones dans lesquelles la concentration serait forte, à l’espace très polarisé, tandis que la majorité du territoire connaîtrait un retard de développement et serait par conséquent beaucoup moins peuplé.

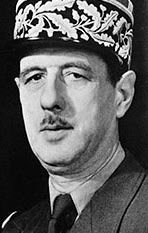
Charles De Gaulle, premier président de la Ve République.
Logotype de la DATAR.
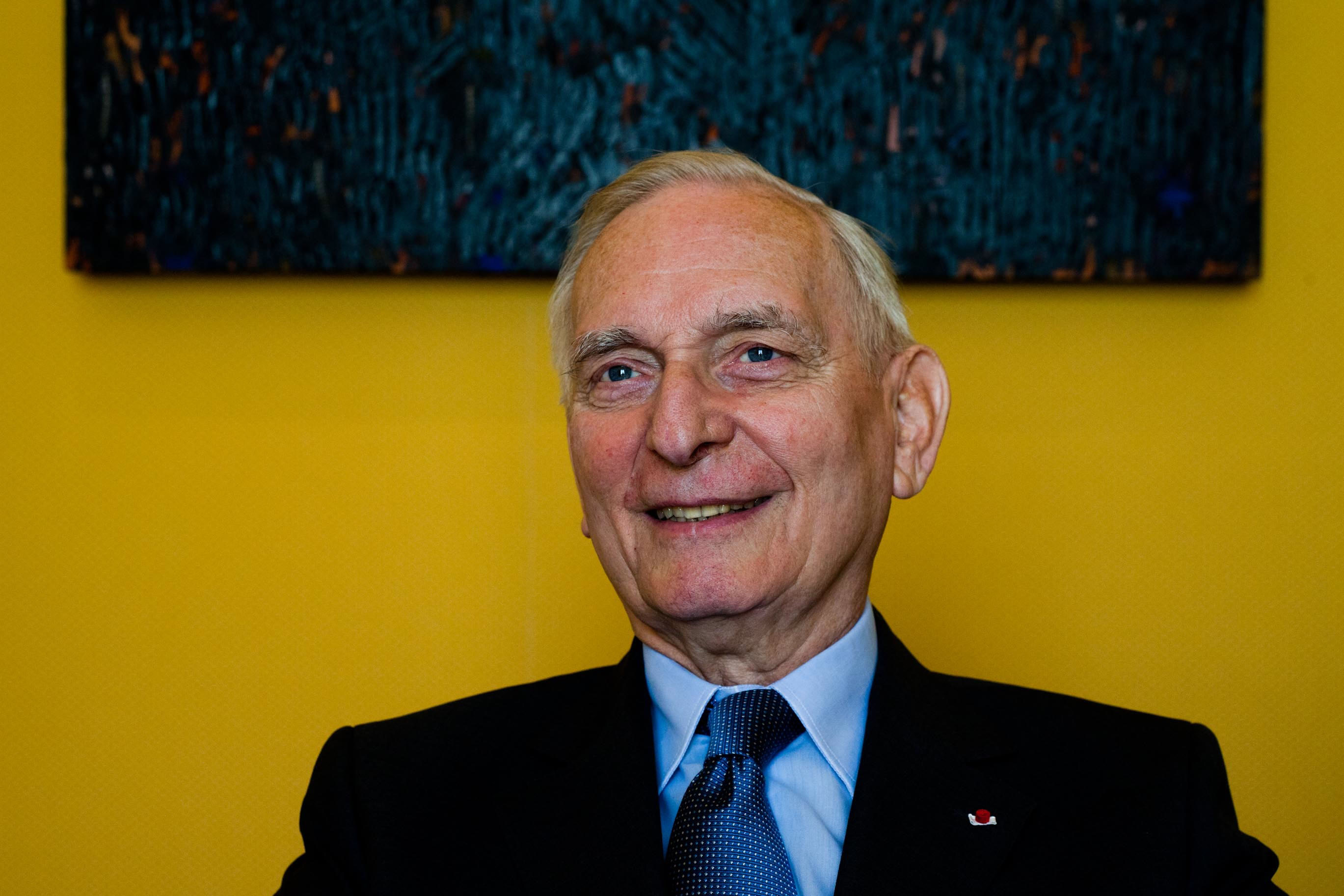
Jérôme Monod, 2011.

Dès les années 1950, une déconcentration industrielle est envisagée afin d’extraire les industries de leur regroupement parisien. Cependant, ce n’est qu’en 1963 que huit villes sont sélectionnées dans le but d’alléger le poids trop imposant de la capitale, d’où leur statut de métropoles d’équilibre, puis quatre autres sont choisies en 1970 pour parfaire le maillage français grâce à davantage de polarités urbaines.
Dans le cadre de cette politique d’aménagement du territoire, la décentralisation industrielle est également poursuivie dans les années 1960-1970. L’objectif de cette dernière étant d’assurer le développement de nouvelles zones de polarisation en concentrant dans d’autres villes, la société industrielle jusqu’ici essentiellement localisée en région parisienne. Le prix des terrains y est moins élevé, ce qui favorise l’extension des entreprises, sans oublier qu’elles disposent d’indemnités qui leur sont versées en cas de délocalisation, preuves des mécanismes incitatifs engagés par le gouvernement de 1964 à 1981.
Le déplacement des entreprises est moteur de développement qu’il soit économique ou social, c’est pourquoi à l’heure de la régionalisation, les responsables régionaux soutiennent les actions faites par les industriels. Les chefs d’entreprise représentent à leurs yeux une aide, notamment au niveau de l’emploi qui est pour eux une des préoccupations premières. La société industrielle étant la plus dynamique, elle tend à devenir le modèle des autres en influençant leur déploiement.

## Difficultés
Si, au début du développement de l’industrie dans la seconde moitié du XVIIIe siècle, cette dernière se concentrait surtout dans les campagnes en raison des règlements dans les villes qui gênaient le développement industriel, la suppression de l’Ancien Régime et les progrès techniques vont en modifier la localisation. L’industrie va alors se regrouper là où elle dispose d’un meilleur approvisionnement en matières premières et en énergie, d’une main d’œuvre disponible, de capitaux et d’un vaste marché de consommation. Les villes, notamment Paris et celles de la région parisienne, sont alors privilégiées puisque, en plus de présenter tous ces avantages, elles constituent de véritables carrefours de communication.
Cependant, le développement industriel de la région parisienne et la concentration des activités à Paris entraînent un important déséquilibre du point de vue démographique, économique et social. La politique de décentralisation industrielle devient la solution à ce problème, mais en soulève de nombreux autres.

### Problèmes
Les premiers problèmes sont ainsi ceux liés au transfert de l’entreprise. Implanter une entreprise en province, hors de la région parisienne peut engendrer des réactions psychologiques négatives, aussi bien de la part du chef d’entreprise que de ses collaborateurs et leur famille. Il s’agit d’un véritable changement d’habitudes, de la découverte de l'inconnu. De nombreuses incertitudes se font ressentir notamment à propos des futurs rapports avec les fournisseurs, avec la clientèle, des conditions de fixation du prix de revient, … Transférer une entreprise aboutit dans un premier temps à un arrêt ou une diminution de l’activité et donc à une perte de temps et d’argent à laquelle il faudra pallier, mais qui peut déstabiliser l’industriel.
La seconde difficulté relève de l’achat de terrains pour s’implanter en province. Bien que les prix soient moins élevés que dans la région parisienne, il peut arriver que les entreprises conservent leurs anciens terrains, soit parce qu’ils n’ont pas pu être vendus, soit pour garder leurs contacts et leur implantation traditionnelle. De plus, si l’on assiste à de multiples achats de terrains dans une région, une spéculation à la hausse sera visible et se ressentira sur les prix. Pour les industriels, la difficulté quant à l’achat de nouveaux terrains n’est pas uniquement pécuniaire, il s’agit également de rassembler plusieurs critères : le sous-sol et le sol doivent être assez résistants pour accueillir les installations, la superficie doit correspondre aux besoins de l’usine et être suffisante pour accueillir des agrandissements éventuels, le terrain doit être à proximité des réseaux de communication tels que les routes, voies ferrées et parfois voies d’eau, mais relativement à l’écart des habitants pour ne pas causer de troubles.
La troisième difficulté est celle liée aux constructions : une fois les terrains acquis, l’entreprise devra faire édifier des constructions industrielles au moindre coût en ayant recours à des matériaux et une main d’œuvre locale. Si les constructions industrielles sont déjà présentes, il s’agit quand même de les aménager et les remettre en état.
Enfin, le dernier problème lié au transfert d’une industrie est celui relatif à la main-d’œuvre. Si l’entreprise emploie uniquement une main d’œuvre locale, cette dernière est déjà logée et n’est pas source de difficultés. Or, si elle fait appel à une main d’œuvre de la région parisienne ou d’une autre région, il devient nécessaire d’assurer un logement. En revanche, si le transfert de main d’œuvre se limite à quelques cadres ou ingénieurs, ces derniers peuvent se loger avec leurs propres moyens. Mais, s’il faut loger tout le personnel, plusieurs mesures doivent être envisagées : locations dans la commune ou les communes voisines mais aussi achat ou construction de maisons pour loger le personnel. Avant chaque décentralisation, il est nécessaire de penser aux aménagements d’habitations pour la main d’œuvre, qui ne doivent pas être de simples dortoirs mais des lieux de détente offrant des conditions d’existence confortables aux familles. D’autre part, la main d’œuvre peut poser d’autres questions et notamment en termes de transfert : attirer le personnel vers la nouvelle usine peut s’avérer être une tâche difficile. La main d’œuvre parisienne peut émettre des réticences quant à suivre l’entreprise décentralisée puisqu’il s’agit pour elle de quitter ses relations, ses habitudes pour aller vivre en dehors de la ville. Il peut y avoir une véritable crainte du dépaysement, de l’ennui et de l’éloignement à toutes les commodités offertes par la ville. Cependant, recruter sur place peut être aussi difficile pour les industries puisque la main d’œuvre est peu nombreuse et ne dispose pas d’un niveau de qualification élevé. Il est alors nécessaire de les former pour qu’elle puisse s’adapter, mais, les rendements demeurent inférieurs à ceux de la région parisienne.

### Problèmes quant au fonctionnement de l'entreprise décentralisée
La seconde grande catégorie de problèmes est liée au fonctionnement de l’entreprise décentralisée. En s’intéressant d’abord aux niveaux de salaires, ces derniers ont toujours été plus important à Paris que dans le reste de la France. Certaines industries ont alors considéré que cet avantage compensait les rendements moindres ou l’éloignement des grands centres de consommation. Mais la différence de salaire a diminué progressivement et est alors moins visible.
D’autre part, les cotisations sociales qui étaient également moins élevées en province sont devenues les mêmes qu’en région parisienne. Il faut également prendre en compte le coût des équipes d’entretien : si dans une grande agglomération l’industrie pouvait s’en passer, elles deviennent nécessaires dans les industries décentralisées dans de petites villes. L’équipe doit être polyvalente pour pouvoir réparer les bâtiments, les machines et le petit outillage.
Dans un second temps, les autres dépenses de fonctionnement concernent les frais d’approvisionnement et de distribution. Se ravitailler en matières premières peut être difficile et plus cher si l’éloignement avec celles-ci est grand. Les frais de transport sont alors plus importants notamment par exemple pour s’approvisionner en fonte ou acier de Lorraine, en charbon produit dans les mines du Nord... Les fabricants d’équipements et de pièces détachées sont eux aussi principalement regroupés autour de Paris. De plus, l’éloignement avec la région parisienne peut perturber les processus de fabrication et occasionner des frais supplémentaires : déplacements fréquents pour rencontrer les fournisseurs et visites fréquentes à la capitale pour obtenir des crédits, réaliser des commandes importantes ou se documenter sur les accords commerciaux et les procédures. Enfin, se pose le problème de l’acheminement des produits finis qui entraîne des coûts de distribution supplémentaires selon la localisation de la nouvelle usine. Si cette dernière commerce principalement avec la région parisienne, les frais d’emballage, de manutention et de transport ne seront pas négligeables. En revanche, si l’usine échange sur tout le territoire, il peut être nécessaire d’avoir des entrepôts près des grandes régions de consommation et ainsi d’engager des dépenses supplémentaires.
Ainsi, mettre en place une décentralisation industrielle n’est pas chose aisée pour les usines qui sont confrontées à diverses difficultés auxquelles il leur faut penser pour assurer leur pérennité

## Conséquences
La politique de décentralisation industrielle, menée ces dernières années, n’a pas eu pour seule conséquence le déplacement de certaines industries en province mais a eu un impact important sur divers autres domaines notamment démographique, économique, social, technologique ou encore communicationnel.

### Conséquence démographique

#### Dépeuplement urbain
D’une part, étant donné le déplacement d’industries au dehors de la capitale, de la main d’œuvre parisienne a dû elle aussi s’installer en province pour répondre au besoin des entreprises industrielles implantées. Ainsi, la décentralisation a engendré un déplacement de la population urbaine à travers la France, dégorgeant de ce fait les villes massivement peuplées. Ce ralentissement de l’accroissement de la population urbaine pourrait se chiffrer approximativement à 4 000 000 à 6 000 000 individus, ce qui aurait permis de freiner l’augmentation de la population parisienne d’un tiers .
Par conséquent, les villes dépeuplées et possédant majoritairement des individus âgés se sont vues accueillir une nouvelle population, jeune et active, grâce au dépeuplement urbain, augmentant alors la population des villes dépeuplées. Ainsi, la décentralisation industrielle a permis de rééquilibrer d’un point de vue démographique la province française, résultant d’une immigration venant notamment de la capitale, ce qui a enclenché un effet boule de neige pour l’attractivité économique de ces villes. En effet, les nouvelles industries implantées attirent une main œuvre qualifiée des villes urbaines, qui attire ensuite de nouvelles industries à venir s’y installer, participant considérablement au développement industriel et économique de villes en dehors de Paris. Mais le repeuplement de certaines villes françaises n’est pas seulement dû à l’immigration venant de la capitale, il résulte également du déplacement de populations de régions voisines, une population étant le plus souvent initialement agricole. (conf conséquence sociale).

#### Taux de natalité
D’autre part, la décentralisation industrielle a affecté le taux de natalité en France. En effet, comme Pierre Coutin le souligne : « la natalité varie en fonction inverse de la proportion de la population urbaine », il existe une disparité sur le taux de natalité entre les villes urbaines et celles qui le sont moins, bien qu’il existe une tendance régionale. Ainsi, la main d’œuvre urbaine déplacée dans les villes plus petites et dans les campagnes, a été influencée par le milieu plus rural où le taux de natalité est bien plus important que dans les villes fortement urbaines qui connaissent elles une dénatalité. Du fait que les villes peu urbaines offrent plus d’espaces, les ménages qui y vivent possèdent le plus souvent des terres ou un jardin influençant fortement le nombre d’enfants dans le foyer. Le taux de natalité en France a donc augmenté pendant la période de décentralisation, en partie influencé par les déplacements de population à travers la France dans les zones moins peuplées.

### Conséquence sociale
La décentralisation industrielle a particulièrement eu des conséquences sociales. Notamment sur l’impact psychologique des ouvriers urbains s’installant dans les villes où les industries se sont décentralisées. En effet, ces individus ont été confrontés au recommencement d'une nouvelle vie, plongés dans l’inconnu, et devant s’adapter à de nouveaux modes de vie éloignés des habitudes parisiennes. Mais la décentralisation a eu en particulier des répercussions sur l’agriculture.

#### Déplacement de la main-d'œuvre agricole vers l'industrie
À l’arrivée des industries décentralisées dans les autres villes et campagnes françaises, le besoin en main d’œuvre a été cruellement important pour soutenir le développement de l’activité dans les nouvelles régions non parisiennes. Bien que les entreprises industrielles aient fait appel à des ouvriers parisiens, ils restent insuffisants pour effectuer le travail industriel. Ainsi, pour compléter les effectifs manquants dans l’industrie, de la main d’œuvre agricole a été embauchée. Il y a eu en conséquence un fort déplacement de la main d’œuvre agricole vers l’industrie, une main d’œuvre attirée par un salaire plus élevé, des journées moins longues, par un travail plus stable et moins pénible. Même si cela demandait aux entreprises industrielles de former ces ouvriers initialement agriculteurs, ils représentaient tout de même une main d’œuvre bon marché, moins coûteuse de la main d’œuvre parisienne, ce qui compensait les difficultés rencontrées lors d’une décentralisation d’une industrie. Ainsi, le déplacement d’agriculteurs vers le métier d’ouvrier n’a pas seulement concerné la population de la zone où l’établissement industriel s’est implanté mais toutes les communes rurales voisines, ce qui a fait apparaître le statut d’« ouvrier-paysan ». En effet, ces ouvriers d’usines vivant à la campagne car possédant généralement des terres, effectuaient une double journée en tant qu’agriculteur et d’ouvrier. Ce travail mixte permettait d’augmenter les ressources mais il arrivait rapidement un surmenage où la fatigue se répercutait sur le travail et l’investissement. C’est pourquoi ce double rôle n’a pas été viable sur le long terme, et l’industrie, prenant une place de plus en plus importante, a été le plus souvent privilégiée aux dépens de l’agriculture.
Par conséquent, la main d’œuvre agricole a considérablement diminué, affectant en partie certaines cultures notamment celles des vignes ou de la betterave à sucre. Néanmoins, ce recul de la main d’œuvre agricole pour l’industrie n’a pas seulement eu des conséquences négatives, puisque le manque d’effectif a participé d’une certaine façon à l’amélioration technique dans le domaine agricole faisant appel à des machines de plus en plus perfectionnées demandant moins de contribution humaine.
La décentralisation industrielle a également modifié les habitudes, les goûts et les modes de vie de la population rurale, moralement et matériellement.

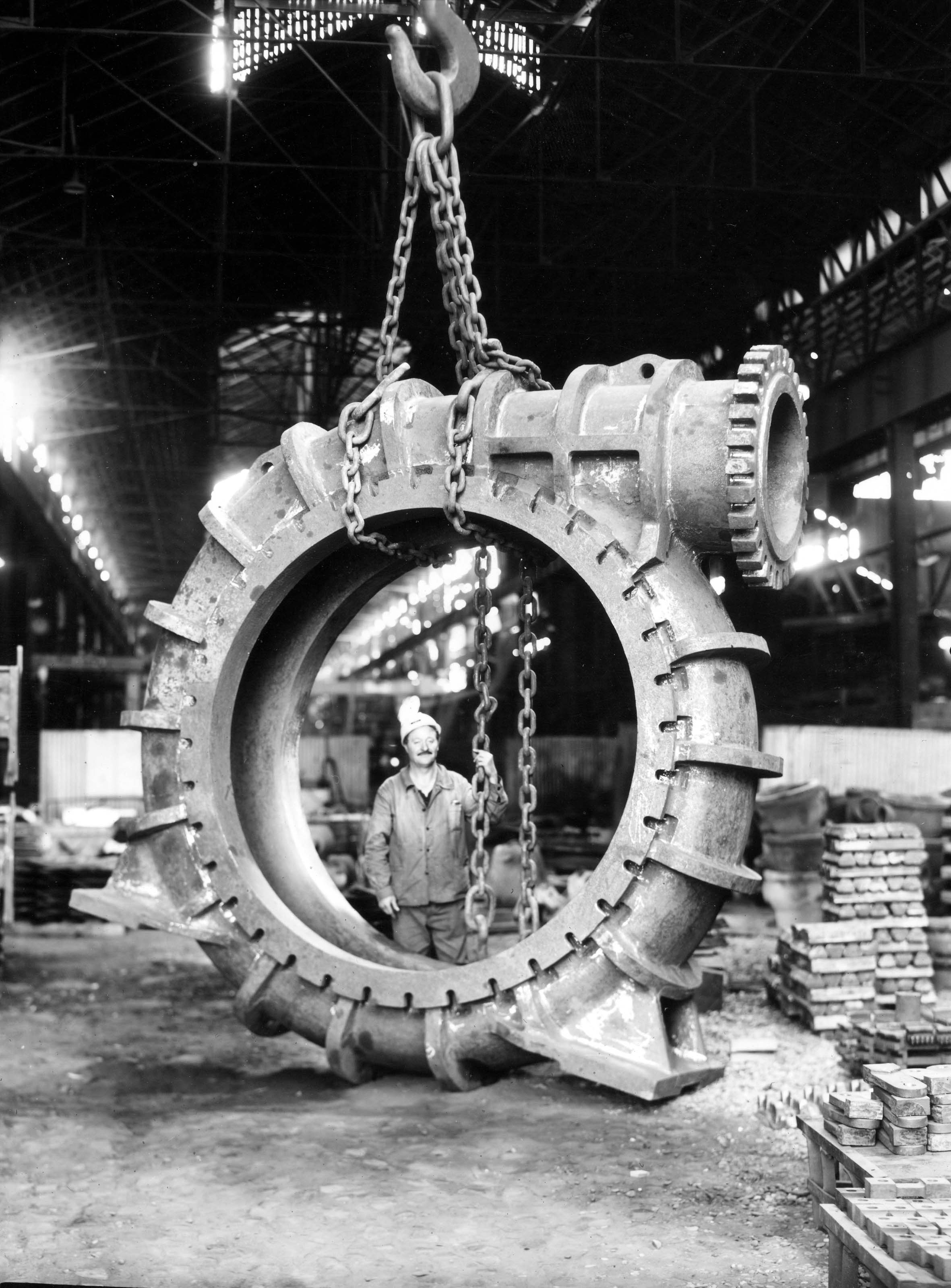
Exemple d'un ouvrier dans une industrie française.

### Conséquences économiques
La décentralisation industrielle a fortement contribué au développement économique des régions françaises, à la fois créatrice d’emploi et redistributrice de revenu,,.

#### Création d'emplois
En effet, plus de 450 000 emplois avaient déjà été créés en 1971 en province grâce à la décentralisation industrielle, ainsi, 9/10 des emplois prévus ont été créés. L’industrie décentralisée employant le plus étant l’automobile, on retrouve Renault et Citroën parmi les 10 entreprises responsables de 24 % des emplois créés par la décentralisation. Ainsi, le déplacement des industries hors région parisienne a permis de réduire le chômage en province en créant de nouveaux emplois.

#### Redistribution des revenus
De plus, l’industrie offrant un salaire plus élevé que l’agriculture par exemple, le pouvoir d’achat des ouvriers a augmenté, améliorant ainsi considérablement le niveau de vie des habitants des régions non parisiennes. Par ailleurs, opposer agriculture et industrie serait erroné puisqu’il existait finalement une relation d’interdépendance entre les deux activités. En effet, le salaire plus élevé des ouvriers était redistribué en partie aux paysans, puisque le prix de l’alimentation, comme celui de la volaille, s’est adapté à l’augmentation des revenus liés aux nouvelles industries implantées à travers la France. C’est pourquoi l’amélioration du niveau de vie ne s’est pas limitée aux ouvriers mais à toute la population où étaient situées les industries décentralisées.

#### Régions industrielles
Cette décentralisation industrielle a permis de remplir son objectif, et de créer de nouvelles métropoles régionales industrielles, en dehors de Paris. Ainsi, certaines villes et régions françaises ont pu devenir plus attractives économiquement en s’appuyant en partie sur l’industrie, qui représente finalement un pôle de compétitivité.
Par exemple, le Nord-Pas-de-Calais a fortement bénéficié de la décentralisation industrielle pour soutenir et développer son industrie. En effet, fin 1940/début 1950 la région souffre d’un manque de dynamisme, ses secteurs industriels fondamentaux de charbon, sidérurgie, textile connaissent une crise employant de moins en moins de main d’œuvre. En 1960, le début de la décentralisation a déjà des répercussions positives sur le Nord étant la région accueillant le plus d’entreprises et créant le plus d’emplois (plus de 10 000 en 10 ans), du fait du nombre important de locaux vacants (anciens établissements textiles, de moulins, de fonderie, etc.) repris par certaines industries décentralisées. La région bénéficiait en plus de la proximité avec la capitale, d’une main d’œuvre disponible et habituée du travail en usine car libérée des industries anciennes en crise, des avantages non négligeables pour les établissements décentralisés. D’autant plus que les pouvoirs locaux ont soutenu le développement industriel de la région via la décentralisation en construisant des logements ouvriers, des réseaux de communications et des zones industrielles. L’industrie "Usinor" est un bel exemple de réussite dans la décentralisation industrielle dans le Nord, avec la création d’une usine sidérurgique à Dunkerque en 1963. Ainsi, la décentralisation industrielle a été une réponse à la crise de l’industrie dans le Nord de la France, utilisée comme un outil de reconversion et de diversification des secteurs industriels (automobile, chimie, énergie, etc.). Elle a été d’autant plus propice dans le Nord de par son appui sur le tissu industriel dense et ancien déjà existant bien qu’en crise. Aujourd’hui le Nord-Pas-de-Calais reste fortement industrialisé, le domaine d’activité représentant 20 % de l’emploi total et au moins autant d’emplois induits. La région est la 4ème région industrielle française après Île-de-France, Rhône Alpes et Pays de la Loire, avec comme secteurs clés, la sidérurgie, l’automobile, le papier carton et le textile,.
Cependant, Paris et sa région reste tout de même la plus développée et conserve sa première place dans le domaine industriel, puisque bien qu’une décentralisation industrielle ait eu lieu, les entreprises parisiennes n’ont que très rarement fermé, Paris devenant le siège social des industries implantées hors région parisienne. Les régions provinciales n’ont pas non plus pu concurrencer la capitale en raison de décentralisation principalement d’entreprises de petite et moyenne taille, et dans de petites villes inférieures à 5 000 habitants.

### Conséquence sur les axes communicationnels
L’éclatement des industries parisiennes à travers la France a accéléré la progression des axes de communication. En effet, le développement de l’activité industrielle hors région parisienne nécessitait obligatoirement une couverture sur le territoires des axes routiers et ferroviaires en plus des réseaux fluviaux pour acheminer facilement les marchandises entre les fournisseurs, clients et faciliter l’échange entre le siège social parisien et ses industries décentralisées.